# Fulvius variegatus
Fulvius variegatus är en insektsart som beskrevs av Bertil Robert Poppius 1909. Fulvius variegatus ingår i släktet Fulvius och familjen ängsskinnbaggar. Inga underarter finns listade i Catalogue of Life.